# Scamboneura citridorsum
Scamboneura citridorsum är en tvåvingeart som beskrevs av Alexander 1931. Scamboneura citridorsum ingår i släktet Scamboneura och familjen storharkrankar. Inga underarter finns listade i Catalogue of Life.